# Marele Premiu al Bahrainului
Marele Premiu al Bahrainului (arabă: جائزة البحرين الكبرى) este o cursă de Formula 1 ce s-a desfășurat pentru prima dată pe 4 aprilie 2004, pe Circuitul Internațional Bahrain.
Sponsorizat de Gulf Air, Marele Premiu al Bahrainului a fost primul Mare Premiu de Formula 1 disputat în Orientul Mijlociu. Bahrainul a purtat o luptă aprigă pentru a organiza această competiție. Ei au concurat cu Egipt, Liban și Emiratele Arabe Unite pentru a găzdui un Mare Premiu de Formula 1.
Prima cursă desfășurată aici a fost recompensată de către FIA cu premiul de „Cel mai bine organizat Mare Premiu”.
De-a lungul timpului, Marele Premiu al Bahrainului a fost de obicei a treia cursă din calendarul competițional al Formulei 1, luând locul Marelui Premiu al Braziliei care, din 2004, a fost mutat în luna octombrie. Singura excepție de la această regulă a avut loc în sezonul 2006, când a făcut schimb cu cursa de debut tradițională: Marele Premiu al Australiei. Acest lucru a fost determinat de faptul că în perioada stabilită pentru startul Campionatului Mondial au fost programate și Jocurile Commowealth.

## Istoric
Construcția Circuitului Internațional Bahrain din Sakhir a debutat în 2002, proiectul ei stârnind interesul localnicilor întrucât astfel se oferea un nou viitor generațiilor următoare de piloți din Bahrain. După finalizarea proiectului, noul circuit a devenit centrul sporturilor cu motor din Golful Persic. Astfel, el a luat locul Circuitului Kuweitului, organizând nenumărate curse de Formula 3, curse GT, Dragster și V8 Supercars.
Prima cursă s-a disputat în 2004 și a fost câștigată de pilotul german Michael Schumacher. Anul următor a fost rândul lui Fernando Alonso să se impună, pentru ca în 2006 istoria să se repete. După o bătălie aprigă cu Michael Schumacher, Alonso a obținut cea de-a doua victorie în Bahrain, devenind primul multiplu câștigător al acestei curse. În 2007 și 2008, brazilianul Felipe Massa a adus victoria echipei Ferrari. 2009 a fost anul în care Jenson Button a triumfat pentru echipa Brawn GP.
Pentru Marele Premiu din 2010, configurația circuitului se va modifica. Se va utiliza „Circuitul Endurance”, mărindu-se lungimea turului de pistă la 6,299 km (3,914 mi). Pe noul circuit se va vira la dreapta după virajul 4, iar după vârful pantei va urma o secvență de viraje.
Apoi, înainte de revenirea pe circuitul original, va exista o serie de cinci curbe. Va urma un scurt viraj stânga-dreapta, înainte ca un „ac de păr” să reîntoarcă mașinile pe traseul principal.

## Caracteristici
Una dintre criticile aduse circuitului este existența unei zone de rulaj foarte mari în jurul pistei, fapt ce diminuează greșelile piloților ce ies în decor. Cu toate acestea, pista din Bahrain este una din cele mai sigure din lume, fiind imposibilă intrarea nisipului pe carosabil.
În ciuda faptului că în Bahrain se pot consuma băuturi alcoolice (spre deosebire de țările vecine Qatar și Arabia Saudită), pe podium piloții nu se stropesc cu șampanie ca de obicei. În schimb, folosesc o băutură non-alcoolică (sirop de trandafiri) denumită Waard.

## Sponsori
Gulf Air Bahrain Grand Prix 2004-prezent

## Edițiile Marelui Premiu al Bahrainului
Toate edițiile au avut loc pe Circuitul Internațional Bahrain.
| An   | Pole position      | Cel mai rapid tur  | Pilotul câștigător | Constructorul câștigător   | Detalii           |
| ---- | ------------------ | ------------------ | ------------------ | -------------------------- | ----------------- |
| 2024 | Max Verstappen     | Max Verstappen     | Max Verstappen     | Red Bull Racing-Honda RBPT | Detalii           |
| 2023 | Max Verstappen     | Zhou Guanyu        | Max Verstappen     | Red Bull Racing-Honda RBPT | Detalii           |
| 2022 | Charles Leclerc    | Charles Leclerc    | Charles Leclerc    | Ferrari                    | Detalii           |
| 2021 | Max Verstappen     | Valtteri Bottas    | Lewis Hamilton     | Mercedes                   | Detalii           |
| 2020 | Lewis Hamilton     | Max Verstappen     | Lewis Hamilton     | Mercedes                   | Detalii           |
| 2019 | Charles Leclerc    | Charles Leclerc    | Lewis Hamilton     | Mercedes                   | Detalii           |
| 2018 | Sebastian Vettel   | Valtteri Bottas    | Sebastian Vettel   | Ferrari                    | Detalii           |
| 2017 | Valtteri Bottas    | Lewis Hamilton     | Sebastian Vettel   | Ferrari                    | Detalii           |
| 2016 | Lewis Hamilton     | Nico Rosberg       | Nico Rosberg       | Mercedes                   | Detalii           |
| 2015 | Lewis Hamilton     | Kimi Räikkönen     | Lewis Hamilton     | Mercedes                   | Detalii           |
| 2014 | Nico Rosberg       | Nico Rosberg       | Lewis Hamilton     | Mercedes                   | Detalii           |
| 2013 | Nico Rosberg       | Sebastian Vettel   | Sebastian Vettel   | Red Bull Racing-Renault    | Detalii           |
| 2012 | Sebastian Vettel   | Sebastian Vettel   | Sebastian Vettel   | Red Bull Racing-Renault    | Detalii           |
| 2011 | Nu s-a desfășurat  | Nu s-a desfășurat  | Nu s-a desfășurat  | Nu s-a desfășurat          | Nu s-a desfășurat |
| 2010 | Sebastian Vettel   | Fernando Alonso    | Fernando Alonso    | Ferrari                    | Detalii           |
| 2009 | Jarno Trulli       | Jarno Trulli       | Jenson Button      | Brawn-Mercedes             | Detalii           |
| 2008 | Robert Kubica      | Heikki Kovalainen  | Felipe Massa       | Ferrari                    | Detalii           |
| 2007 | Felipe Massa       | Felipe Massa       | Felipe Massa       | Ferrari                    | Detalii           |
| 2006 | Michael Schumacher | Nico Rosberg       | Fernando Alonso    | Renault                    | Detalii           |
| 2005 | Fernando Alonso    | Pedro de la Rosa   | Fernando Alonso    | Renault                    | Detalii           |
| 2004 | Michael Schumacher | Michael Schumacher | Michael Schumacher | Ferrari                    | Detalii           |

## Statistici
Cinci piloți au obținut cel puțin câte un hat-trick (pole position, cel mai rapid tur și victorie într-o cursă): Michael Schumacher în 2004, Felipe Massa în 2017, Sebastian Vettel în 2012, Charles Leclerc în 2022 și Max Verstappen în 2024.
Piloții și echipele îngroșate concurează în sezonul actual de Formula 1.

### Multipli câștigători
| Victorii | Pilot            | Ani                          |
| -------- | ---------------- | ---------------------------- |
| 5        | Lewis Hamilton   | 2014, 2015, 2019, 2020, 2021 |
| 4        | Sebastian Vettel | 2012, 2013, 2017, 2018       |
| 3        | Fernando Alonso  | 2005, 2006, 2010             |
| 2        | Felipe Massa     | 2007, 2008                   |
| 2        | Max Verstappen   | 2023, 2024                   |

| Victorii | Constructor     | Ani                                      |
| -------- | --------------- | ---------------------------------------- |
| 7        | Ferrari         | 2004, 2007, 2008, 2010, 2017, 2018, 2022 |
| 6        | Mercedes        | 2014, 2015, 2016, 2019, 2020, 2021       |
| 4        | Red Bull Racing | 2012, 2013, 2023, 2024                   |
| 2        | Renault         | 2005, 2006                               |

### Multipli deținători depole position
| Pole-uri | Pilot              | Ani              |
| -------- | ------------------ | ---------------- |
| 3        | Sebastian Vettel   | 2010, 2012, 2018 |
| 3        | Lewis Hamilton     | 2015, 2016, 2020 |
| 3        | Max Verstappen     | 2021, 2023, 2024 |
| 2        | Michael Schumacher | 2004, 2006       |
| 2        | Nico Rosberg       | 2013, 2014       |
| 2        | Charles Leclerc    | 2019, 2022       |

### Multipli deținători de cel mai rapid tur
| CMRT | Pilot            | Ani              |
| ---- | ---------------- | ---------------- |
| 3    | Nico Rosberg     | 2006, 2014, 2016 |
| 2    | Sebastian Vettel | 2012, 2013       |
| 2    | Valtteri Bottas  | 2018, 2021       |
| 2    | Charles Leclerc  | 2019, 2022       |
| 2    | Max Verstappen   | 2020, 2024       |

## Alte competiții
În 2004, Marele Premiu al Bahrainului a făcut parte și din calendarul competițional al  Formulei BMW Asia. Atunci, pilotul Marchy Lee din Hong Kong a câștigat ambele runde. Dar programarea cursei în această competiție s-a dovedit improprie, problemele logistice apărute după întrecere împiedicând piloții și mașinile lor să ajungă la timp în Malaysia pentru a susține următoarea cursă. Ca urmare, întreg sezonul a trebuit reprogramat. Din acel an nu s-a mai organizat niciun Mare Premiu al Bahrainului în Formula BMW Asia. Dar prima finală de campionat mondial de Formula BMW a fost găzduită tot aici. De asemenea, Supercupa Porsche a fost organizată în Bahrain, în anii 2005, 2006, 2007 și 2008. În 2007, GP2 a găzduit o cursă aici. Cu un an înainte s-a organizat tot în Bahrain o cursă specială, la care a participat și Simon Webbe.